# Ingrid Apelbaum Pidoux
Ingrid Apelbaum Pidoux (* 1948 in Lausanne; heimatberechtigt in Villars-le-Comte) ist eine Schweizer Diplomatin. Sie war von 2000 bis Dezember 2002 Schweizer Botschafterin in Senegal, Gambia, Mali, Guinea-Bissau und Kap Verde mit Sitz in Dakar und von Dezember 2002 bis Dezember 2007 Botschafterin in Luxemburg.

## Werdegang
Ingrid Apelbaum Pidoux schloss ihr Studium der Politischen Wissenschaften an der Universität Lausanne ab. Im Jahr 1972 trat sie in den diplomatischen Dienst im Eidgenössischen Departement für auswärtige Angelegenheiten (EDA) ein. Zunächst war sie Stagiaire in Bern und London.
Im Jahr 1974 kehrte sie nach Bern zurück. Dort war sie zunächst bei der ehemaligen Handelsabteilung tätig und wurde dann bei der Ständigen Mission der Schweiz bei der Europäischen Freihandelsassoziation (EFTA) in Genf eingesetzt. Als nächste Station erfolgte 1980 ihre Versetzung als Botschaftssekretärin an die Ständige Vertretung der Schweiz beim Europarat in Strassburg. Im Jahr 1984 wurde sie als erste Mitarbeiterin des Missionschefs nach Tel-Aviv versetzt, wo sie 1986 zur Botschaftsrätin befördert wurde. 1990 wurde sie beim Europaratsdienst (Politische Abteilung I) eingesetzt, den sie ab 1991 leitete. Ab 1995 war sie Ministerin und erste Mitarbeiterin des Missionschefs in Rom.
Ingrid Apelbaum Pidoux wurde im Jahr 2000 vom Bundesrat zur Botschafterin in Senegal, Gambia, Mali, Guinea-Bissau und Kap Verde mit Sitz in Dakar ernannt. Von 2002 bis 2007 war sie als Nachfolgerin von Peter Friederich Botschafterin der Schweiz im Grossherzogtum Luxemburg.